# Neel Jani
Neel Jani (* 8. prosince 1983 Rorschach) je švýcarský automobilový závodník. Po otci je indického původu.
V roce 2000 se stal vítězem Formel Lista Junior a od následujícího roku začal závodit v seriálu Formula Renault Eurocup. V roce 2005 nastoupil do GP2 Series, kde vyhrál závody na Hungaroringu a v Monze. V letech 2005 až 2009 reprezentoval Švýcarsko v A1 Grand Prix, kde vyhrál deset Velkých cen, v sezóně 2007/08 celkově zvítězil a v sezónách 2005/06 a 2008/09 byl druhý. V roce 2007 obsadil deváté místo v americké Champ Car World Series. Jedenáctkrát se zúčastnil 24 hodin Le Mans a v roce 2016 zvítězil na voze Porsche 919 Hybrid spolu s Romainem Dumasem a Marcem Liebem. V roce 2016 byl také členem vítězného týmu FIA World Endurance Championship.
V roce 2006 byl třetím jezdcem týmu F1 Scuderia Toro Rosso. V letech 2017 až 2020 byl jezdcem Formule E.
V červnu 2023 byl potvrzen jako simulátorový jezdec programu automobilky Audi ve formuli 1.

## Výsledky

### A1 GP
| Rok     | Tým       | 1         | 2           | 3         | 4         | 5         | 6           | 7         | 8         | 9           | 10         | 11         | 12          | 13        | 14        | 15        | 16         | 17        | 18        | 19        | 20        | 21      | 22      | PJ | Body |
| ------- | --------- | --------- | ----------- | --------- | --------- | --------- | ----------- | --------- | --------- | ----------- | ---------- | ---------- | ----------- | --------- | --------- | --------- | ---------- | --------- | --------- | --------- | --------- | ------- | ------- | -- | ---- |
| 2005–06 | Švýcarsko | GBR SPR 9 | GBR FEA Ret | GER SPR 2 | GER FEA 5 | POR SPR 3 | POR FEA 2   | AUS SPR 6 | AUS FEA 3 | MYS SPR 2   | MYS FEA 2  | UAE SPR 1  | UAE FEA Ret | RSA SPR 3 | RSA FEA 2 | IDN SPR 5 | IDN FEA 5  | MEX SPR 2 | MEX FEA 3 | USA SPR   | USA FEA   | CHN SPR | CHN FEA | 2. | 121  |
| 2006–07 | Švýcarsko | NED SPR   | NED FEA     | CZE SPR   | CZE FEA   | BEI SPR 9 | BEI FEA Ret | MYS SPR 1 | MYS FEA 4 | IDN SPR 10  | IDN FEA 8  | NZL SPR    | NZL FEA     | AUS SPR   | AUS FEA   | RSA SPR 5 | RSA FEA 4  | MEX SPR   | MEX FEA   | SHA SPR   | SHA FEA   | GBR SPR | GBR SPR | 8. | 50   |
| 2007–08 | Švýcarsko | NED SPR 5 | NED FEA 3   | CZE SPR 8 | CZE FEA 3 | MYS SPR 1 | MYS FEA 1   | ZHU SPR 2 | ZHU FEA 6 | NZL SPR Ret | NZL FEA 13 | AUS SPR 10 | AUS FEA 2   | RSA SPR 3 | RSA FEA 1 | MEX SPR 3 | MEX FEA 19 | SHA SPR 1 | SHA FEA 5 | GBR SPR 4 | GBR SPR 3 |         |         | 1. | 168  |
| 2008–09 | Švýcarsko | NED SPR 5 | NED FEA Ret | CHN SPR 4 | CHN FEA 4 | MYS SPR 1 | MYS FEA Ret | NZL SPR 2 | NZL FEA 1 | RSA SPR 3   | RSA FEA 1  | POR SPR 15 | POR FEA 1   | GBR SPR 8 | GBR SPR 3 |           |            |           |           |           |           |         |         | 2. | 95   |

### GP2 Series
| Rok  | Tým                     | 1         | 2          | 3         | 4         | 5           | 6         | 7           | 8         | 9         | 10         | 11          | 12          | 13         | 14        | 15        | 16          | 17          | 18        | 19        | 20         | 21         | 22         | 23         | PJ  | Body |
| ---- | ----------------------- | --------- | ---------- | --------- | --------- | ----------- | --------- | ----------- | --------- | --------- | ---------- | ----------- | ----------- | ---------- | --------- | --------- | ----------- | ----------- | --------- | --------- | ---------- | ---------- | ---------- | ---------- | --- | ---- |
| 2005 | Racing Engineering      | IMO FEA 6 | IMO SPR 15 | CAT FEA 4 | CAT SPR 5 | MON FEA Ret | NÜR FEA 6 | NÜR SPR 13† | MAG FEA 5 | MAG SPR 4 | SIL FEA 5  | SIL SPR 6   | HOC FEA Ret | HOC SPR 22 | HUN FEA 1 | HUN SPR 4 | IST FEA Ret | IST SPR Ret | MNZ FEA 7 | MNZ SPR 1 | SPA FEA 16 | SPA SPR 18 | BHR FEA 16 | BHR SPR 13 | 7.  | 48   |
| 2006 | Arden International Ltd | VAL FEA   | VAL SPR    | IMO FEA   | IMO SPR   | NÜR FEA     | NÜR SPR   | CAT FEA     | CAT SPR   | MON FEA   | SIL FEA NC | SIL SPR Ret | MAG FEA 11  | MAG SPR 7  | HOC FEA   | HOC SPR   | HUN FEA     | HUN SPR     | IST FEA   | IST SPR   | MNZ FEA    | MNZ SPR    |            |            | 25. | 0    |

### Formule 1
| Rok  | Tým                 | Šasi            | Motor        | 1      | 2      | 3      | 4      | 5      | 6      | 7      | 8      | 9      | 10     | 11     | 12     | 13     | 14     | 15     | 16     | 17     | 18     | PJ | Body |
| ---- | ------------------- | --------------- | ------------ | ------ | ------ | ------ | ------ | ------ | ------ | ------ | ------ | ------ | ------ | ------ | ------ | ------ | ------ | ------ | ------ | ------ | ------ | -- | ---- |
| 2006 | Scuderia Toro Rosso | Toro Rosso STR1 | Cosworth V10 | BHR TD | MAL TD | AUS TD | SMR TD | EUR TD | ESP TD | MON TD | GBR TD | CAN TD | USA TD | FRA TD | GER TD | HUN TD | TUR TD | ITA TD | CHN TD | JPN TD | BRA TD | -  | -    |

### ChampCar
| Rok  | Tým        | 1      | 2     | 3      | 4      | 5     | 6     | 7     | 8     | 9     | 10     | 11    | 12    | 13    | 14    | PJ | Body |
| ---- | ---------- | ------ | ----- | ------ | ------ | ----- | ----- | ----- | ----- | ----- | ------ | ----- | ----- | ----- | ----- | -- | ---- |
| 2007 | PKV Racing | LVG 10 | LBH 7 | HOU 15 | POR 12 | CLE 3 | MTT 6 | TOR 2 | EDM 9 | SJO 2 | ROA 10 | ZOL 8 | ASN 5 | SRF 8 | MXC 9 | 9. | 231  |

### WEC
| Rok     | Tým              | Třída     | Šasi               | Motor                           | 1       | 2     | 3       | 4     | 5      | 6       | 7     | 8       | 9     | PJ  | Body  |
| ------- | ---------------- | --------- | ------------------ | ------------------------------- | ------- | ----- | ------- | ----- | ------ | ------- | ----- | ------- | ----- | --- | ----- |
| 2012    | Rebellion Racing | LMP1      | Lola B12/60        | Toyota RV8KLM 3.4 L V8          | SEB 17  | SPA 4 | LMS 3   | SIL 6 | SÃO 4  | BHR 4   | FUJ 4 | SHA Ret |       | 4.  | 86.5  |
| 2013    | Rebellion Racing | LMP1      | Lola B12/60        | Toyota RV8KLM 3.4 L V8          | SIL 5   | SPA 5 | LMS 25  | SÃO   | COA    | FUJ     | SHA   | BHR     |       | 16. | 21    |
| 2014    | Porsche Team     | LMP1      | Porsche 919 Hybrid | Porsche 2.0 L V4 (Hybrid)       | SIL Ret | SPA 4 | LMS 5   | COA 4 | FUJ 4  | SHA 3   | BHR 2 | SÃO 1   |       | 3.  | 117   |
| 2015    | Porsche Team     | LMP1      | Porsche 919 Hybrid | Porsche 2.0 L V4 (Hybrid)       | SIL 2   | SPA 2 | LMS 5   | NÜR 2 | COA 12 | FUJ 2   | SHA 2 | BHR 1   |       | 3.  | 138.5 |
| 2016    | Porsche Team     | LMP1      | Porsche 919 Hybrid | Porsche 2.0 L Turbo V4 (Hybrid) | SIL 1   | SPA 2 | LMS 1   | NÜR 4 | MEX 4  | COA 4   | FUJ 5 | SHA 4   | BHR 6 | 1.  | 160   |
| 2017    | Porsche LMP Team | LMP1      | Porsche 919 Hybrid | Porsche 2.0 L Turbo V4 (Hybrid) | SIL 3   | SPA 4 | LMS Ret | NÜR 2 | MEX 2  | COA 2   | FUJ 3 | SHA 3   | BHR 3 | 4.  | 129   |
| 2018–19 | Rebellion Racing | LMP1      | Rebellion R13      | Gibson GL458 4.5 L V8           | SPA DSQ | LMS 4 | SIL 2   | FUJ 3 | SHA 4  | SEB Ret | SPA 5 | LMS 4   |       | 5.  | 91    |
| 2021    | Porsche GT Team  | LMGTE Pro | Porsche 911 RSR-19 | Porsche 4.2 L Flat-6            | SPA 1   | ALG 3 | MNZ 1   | LMS 2 | BHR 1  | BHR 2   |       |         |       | 2.  | 166   |

### Formule E
| Rok     | Tým                              | Šasi          | Motor                | 1      | 2      | 3       | 4      | 5      | 6      | 7      | 8       | 9      | 10    | 11     | 12  | PJ  | Body |
| ------- | -------------------------------- | ------------- | -------------------- | ------ | ------ | ------- | ------ | ------ | ------ | ------ | ------- | ------ | ----- | ------ | --- | --- | ---- |
| 2017–18 | Dragon Racing                    | Spark SRT01-e | Penske EV-2          | HKG 18 | HKG 18 | MRK     | SCL    | MEX    | PDE    | RME    | PAR     | BER    | ZUR   | NYC    | NYC | 25. | 0    |
| 2019–20 | TAG Heuer Porsche Formula E Team | Spark SRT05e  | Porsche 99X Electric | DIR 17 | DIR 13 | SCL Ret | MEX 14 | MRK 18 | BER 11 | BER 15 | BER Ret | BER 19 | BER 6 | BER 15 |     | 20. | 8    |